# Pablo Ocampo

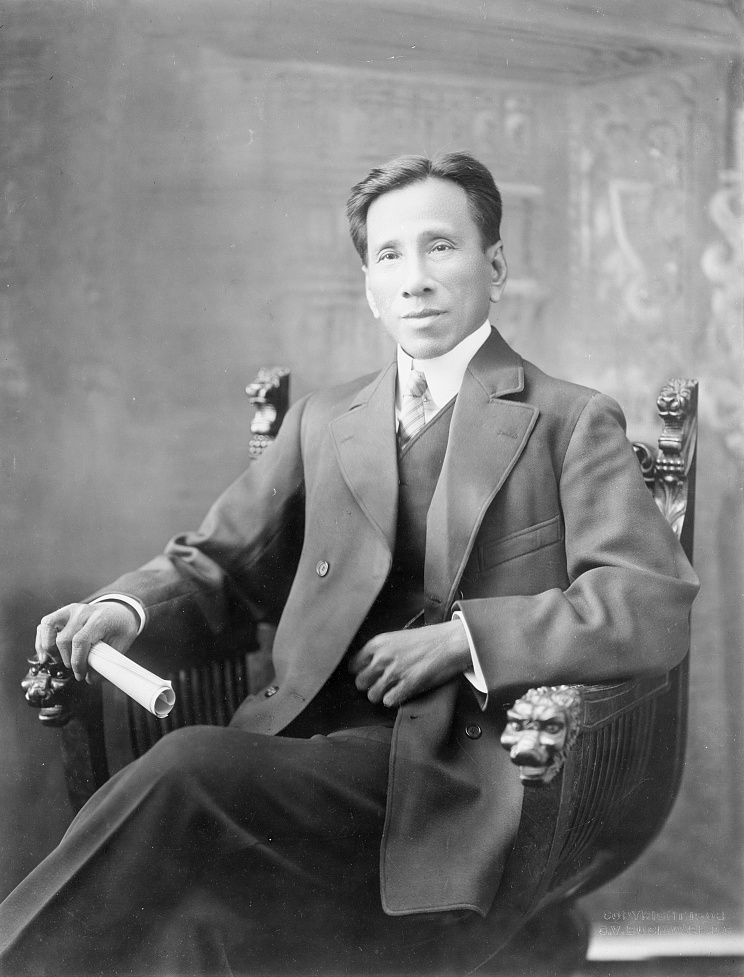
Pablo Ocampo (1908)

Pablo L. Ocampo (Manilla, 25 januari 1853 – aldaar, 5 februari 1925) was een Filipijns jurist en politicus. Ocampo was lid van het Malolos Congres en van 1907 tot 1909 resident commissioner in het Amerikaanse Huis van Afgevaardigden.

## Biografie
Ocampo werd geboren op 25 januari 1853 in Quiapo in de Filipijnse hoofdstad Manilla. Zijn ouders waren Andres Ocampo, burgemeester van Santa Cruz in Manilla en zijn moeder Macaria de Leon. Hij studeerde aan het Colegio de San Juan de Letran en behaalde in 1882 zijn rechtendiploma aan de University of Santo Tomas. Ook slaagde hij dat jaar voor het toelatingsexamen voor de Filipijnse balie. In 1882 en 1883 was hij openbaar aanklager van Tondo. Van 1885 tot 1887 was hij secretaris bij de Audiencia van Manilla en van 1888 tot 1889 werkte hij als realtor voor het Filipijns hooggerechtshof. In 1889 werd hij benoemd tot promoter fiscal bij de rechtbank van Tondo en het jaar erna volgde een benoeming tot defensor de oficio. 
Tijdens de Filipijnse revolutie was hij afgevaardigde op het Malolos Congres, het revolutionaire parlement, namens Lepanto, Bontoc en Infanta. Tevens was hij professor rechten aan de University of Malolos. Bij de uitbraak van de Filipijns-Amerikaanse Oorlog werd hij benoemd tot lid van een commissie, die tot taak had om te onderhandelen met de Amerikaanse generaals Arthur MacArthur en Elwell Stephen Otis over vrede. Vanaf juli 1899 was hij de vertegenwoordiger van de revolutionaire regering in Manilla en gaf hij leiding aan het inlichtingenkantoor. Op 16 september 1899 werd Ocampo aangesteld als redacteur van het nationalistische tijdschrift La Patria. Zijn redactionele commentaren waren voor de Amerikanen echter reden om hem op 16 januari 1901 te deporteren naar Guam, samen met onder andere Apolinario Mabini en Artemio Ricarte. 
Na bijna twee jaar ballingschap keerde hij in 1902 terug in de Filipijnen, na een door president William McKinley uitgeroepen algehele amnestie. Enkele jaren na de revolutie werd hij gekozen als een van de eerste twee resident commissioners in het Amerikaanse Huis van Afgevaardigden van 22 november 1907 tot 22 november 1909. In 1908 was hij een van de deelnemers aan het het interparlementair congres van naties in de Reichstag in Berlijn. In 1910 werd Ocampo gekozen als afgevaardigde in de Filipijnse Assemblee. Zijn termijn in de Assemblee duurde tot februari 1912. In 1918 was Ocampo een leden van de eerste onafhankelijkheidsmissie naar de Verenigde Staten onder leiding van de president van de Filipijnse Senaat Manuel Quezon.
Ocampo overleed in 1925 op 72-jarige leeftijd. Hij werd begraven op La Loma Cemetery aan de rand van Manilla.